# Trilby (film 1923)
Trilby è un film muto del 1923 diretto da James Young, una delle numerose versioni per il cinema di Trilby, romanzo di George L. Du Maurier pubblicato nel 1894.

## Trama
A Parigi, nel Quartiere Latino, lo studente Little Billee incontra Trilby, una giovane modella di cui si innamora. Ma Trilby suscita anche l'interesse di Svengali, un torbido individuo che, ipnotizzata la ragazza, la porta via con sé. Trilby, sotto l'influenza di Svengali a cui non riesce a sottrarsi, diventa una prodigiosa cantante. Little Billee - che ha abbandonato le sue ricerche - sembra quasi averla dimenticata quando, per caso, la ritrova, riconoscendola nella famosa Madame Svengali, una cantante alla moda che furoreggia nei teatri. Il primo brano in cui si esibisce è un trionfo. Ma quando Svengali ha un attacco di cuore e perde la sua influenza su Trilby, la giovane non riesce più a raggiungere quei livelli di eccellenza che l'hanno resa famosa. Il suo canto è diventato men che mediocre e la sua esibizione viene coperta dai fischi del pubblico furibondo e deluso. Trilby sembra risvegliarsi da un sogno: torna ad essere quella che era stata una volta, riconosce Little Billee, riunendosi a lui. Ma gli sforzi a cui è stata costretta per poter cantare hanno minato la sua salute. Esausta, senza più forze, Trilby muore.

## Produzione
Le riprese del film, prodotto dalla Richard Walton Tully Productions, iniziarono negli United Studios, a Hollywood. Oltre al finale drammatico che chiude la storia, venne girato - in alternativa - anche un happy ending.

## Distribuzione
Il copyright del film, richiesto dalla Richard Walton Tully Productions, fu registrato il 17 luglio 1923 con il numero LP19206.
Distribuito dall'Associated First National Pictures, il film - presentato da Richard Walton Tully - uscì nelle sale cinematografiche statunitensi il 29 luglio 1923.
Copia della pellicola si trova conservata negli archivi dell'EYE Film Institute Netherlands di Amsterdam.